# Human Trafficking – Menschenhandel
Human Trafficking ist eine zweiteilige kanadisch-US-amerikanische Fernsehminiserie über den weltweiten Menschenhandel. Regisseur des dramatischen Films aus dem Jahr 2005 war Christian Duguay.

## Handlung
Ein minderjähriges Mädchen wird gegen ihren Willen an einen Freier verkauft. Voller Ekel und Verzweiflung stürzt sie sich aus dem Fenster und stirbt beim Aufprall auf einem Autodach.
Die Kellnerin Helena lebt mit ihrer kleinen Tochter in Prag. Sie wird von Frederick, einem Gast, umworben, bis sie an seine Gefühle glaubt und zu ihm ins Ausland reist. Sofort wird ihr der Pass abgenommen. Wie andere Mädchen wird sie erniedrigt, zusammengeschlagen und missbraucht, um ihren Willen zu brechen.
Sophie rekrutiert in der Ukraine Mädchen, die Fotomodells werden wollen. Unter anderem wird die sechzehnjährige Nadia ausgesucht. Ihr Vater Viktor will, dass sie die Schule beendet, doch Nadia will ins Ausland, schreibt einen Abschiedsbrief und läuft von zuhause weg. Ihr ergeht es so wie Helena. Beide werden in den USA zur Prostitution gezwungen. Im Falle eines Fluchtversuchs werden die daheimgebliebenen Familienangehörigen bedroht. Durch Angst, Schmerz, Alkohol und andere Drogen werden die Mädchen gefügig gemacht. Als Sexsklavinnen haben sie je zwölf Kunden am Tag. Sergei, der Kopf des Schlepperrings macht 1,3 Millionen Dollar Gewinn monatlich. Trafficking ist ein lukratives Geschäft.
In Manila, auf den Philippinen, wird Annie, ein zwölfjähriges US-amerikanisches Mädchen, entführt. Ihre verzweifelten Eltern sind machtlos.
Ein armer Philippiner verkauft seine kleine Tochter an die Menschenhändler. Später erkrankt sie an Meningitis und wird umgebracht.
In Russland stellt der Vater von Nadia Nachforschungen an. Er lässt sich von der Schlepperbande anheuern und reist mit der nächsten Lieferung von Mädchen in die USA. Inzwischen versucht Nadia vergeblich zu fliehen. Der Aufpasser, der eingeschlafen war, wird als Strafe von Sergei erstochen. Helena und Nadia sind Zeugen der Tat. Nadia wird für ein Sexvideo brutal vergewaltigt. Als es Viktor zufällig sieht, muss er sich übergeben. Doch schließlich findet er seine Tochter und kann sie aufmuntern, aber nicht befreien.
Von den US-amerikanischen Behörden werden mehrere Fälle von toten Mädchen mit Touristenvisa untersucht. Kate Morozov wird von ihrem Vorgesetzten Bill Meehan damit beauftragt. Durch eine Polizeirazzia wird Helena aus dem Bordell befreit. Sie darf ihre kleine Tochter anrufen und rettet sie damit vor den Gangstern, die sie als Druckmittel verwenden wollen. Helena kommt als Zeugin in ein Haus unter Polizeischutz. Doch ein Anwalt verrät es an Sergei, und Helena wird von einem Heckenschützen erschossen, gerade als sie Kate auf ein ihr bekanntes Werbeschild hinweist. Kate erkennt das gleiche Schild vor einem observierten Gebäude, in dem sie ein Bordell vermutet.
Der Arzt von Sergei bekommt von ihm eine Telefonnummer für einen erotischen Urlaub auf den Philippinen. Dort wird er in das Bordell vermittelt, in welchem Annie und viele andere Kinder festgehalten werden. Er wird von der Polizei bei einer Razzia festgenommen und verrät Sergei.
Kate gibt sich im Internet als russische Mailorder-Braut aus, um sich in die Bande einzuschleusen. Als sie im Gebäude mit den Mädchen ist, greift die Polizei an. Sergei wird erschossen, und Sophie wird verhaftet. Viktor und Nadia sind wieder als Familie vereint. Einige Kinder, unter ihnen Annie, wurden vorher weggebracht und in einem ISO-Container untergebracht; bestimmt für den Transport nach Arabien. Sie werden ebenfalls gerettet. Alle erhalten ihre Pässe zurück.
Kate hält einen Vortrag über den modernen Sexhandel. Weltweit werden jährlich etwa 800 000 Menschen verkauft. Nach dem Verkauf von Drogen und Waffen ist Menschenhandel das profitabelste kriminelle Geschäft.

## Kritiken
„Der (Fernseh-)Film geht sein Thema mit Engagement und Geschick an, leidet aber deutlich an der fehlbesetzten Hauptperson, die nicht zu überzeugen versteht.“

## Auszeichnungen
- Der Film wurde zweimal bei den Golden Globe Awards 2006 nominiert: Donald Sutherland für die beste Leistung eines Schauspielers in einer Fernsehminiserie und Mira Sorvino für die beste Leistung einer Schauspielerin in einer Fernsehminiserie.
- Bei der Primetime-Emmy-Verleihung 2006 gab es drei Nominierungen: für Donald Sutherland als besten Hauptdarsteller, für Normand Corbeil für die beste Musik und für Robert Carlyle als besten Nebendarsteller.
- 2006 gab es von der Directors Guild of Canada drei Nominierungen: für Christian Duguay als besten Regisseur, für Guy Lalande für das beste Production Design und für den Film als besten Fernsehfilm bzw. Fernsehminiserie.

## Hintergrundinformationen
Gedreht wurde in Montréal, Québec, Kanada.
Es gibt englischsprachige DVDs mit einer Länge von etwa 180 Minuten im NTSC-Format.
Die deutschsprachigen DVDs wurden im April 2008 veröffentlicht.
Deutsches Dialogbuch und -Synchronregie: Frank Preissler-Berlin.